# アルスター
アルスター（英語: Ulster、アイルランド語: Cúige Uladh）は、アイルランド島北東部に位置する地方。2011年の人口は約210.6万人。
ブリテン島から来たスコットランド人移民の末裔が多いため、アイルランド島の他の地方に比べて、プロテスタント信者の比率が高く、カトリック信者の比率が低いのが特徴である。

## 構成県
アルスター地方は以下の9県で構成される。
 イギリス（北アイルランド）
- アーマー県
- アントリム県
- ダウン県
- ティロン県
- ロンドンデリー県/デリー県
- ファーマナ県

 アイルランド
- キャバン県
- ドニゴール県
- モナハン県

## 地理
人口の半数はアントリム県とダウン県に住んでおり、最大の都市はアントリム県のベルファストである。アルスターを構成する9つの県のうち、アントリム県、アーマー県、ダウン県、ファーマナ県、ロンドンデリー県/デリー県およびティロン県はイギリス統治下の北アイルランドに属しており、残りの3県はアイルランドの施政下にある。北アイルランドのユニオニスト（イギリスとの連合維持を主張）が北アイルランドのことをアルスターと呼ぶ場合もあるが、歴史的に見て9つの県をあわせた地域をアルスターとするのが一般的である。   
アイルランドにおける最大の湖ネイ湖 が東部アルスターに存在する。最高点はダウン県のスリーヴ・ドナード（848メートル）である。ドニゴールにはアイルランド島北端のマリン岬やヨーロッパで第二の高さを誇る断崖であるスリーヴ・リーグがあり、観光名所となっている。アイルランド島最長の河川シャノン川はキャバン県に源流をもつ。東部アルスターにおける過去の火山活動により、アントリム高原やユネスコ世界遺産の一つであるジャイアンツ・コーズウェーが形成された。

## 言語
ほぼ全域で英語が話されているが、ドニゴール県にはアイルランド語を用いるゲールタハトが存在している。アイルランド語話者とされる人々でも、基本的な文法、単語のみしか知らない者も多い。
ベルファストにおける中国人移民の増加により、広東語が3番目に話者が多い言語となっている。ベルファストの人口あたりの中華レストランの数はヨーロッパ随一である。